# Macintosh Quadra

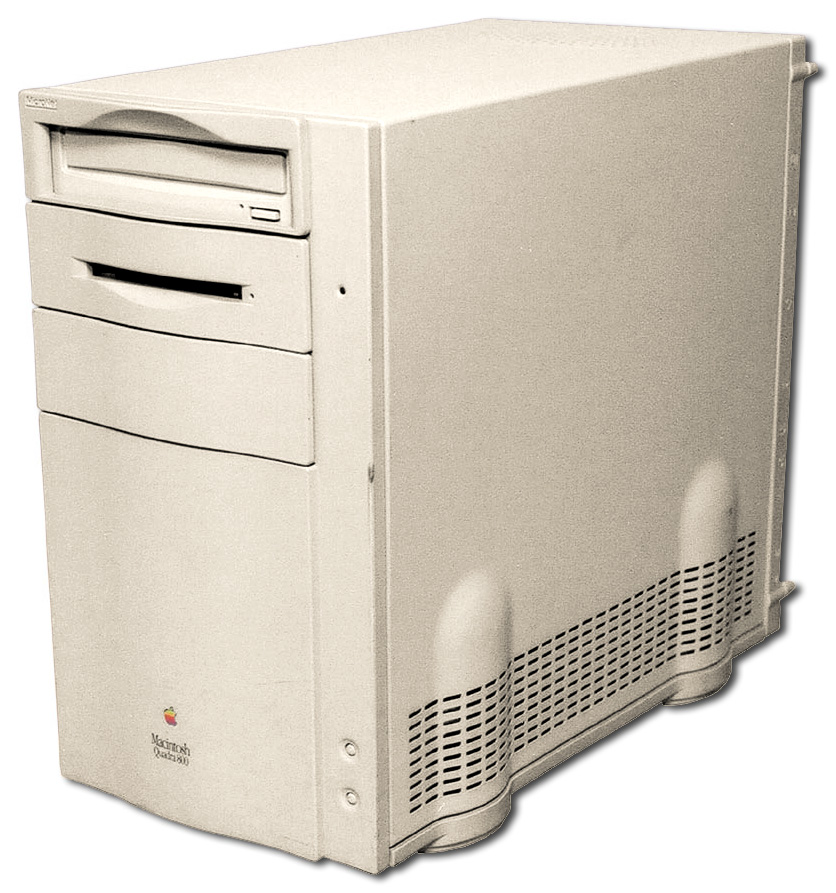
Quadra 800

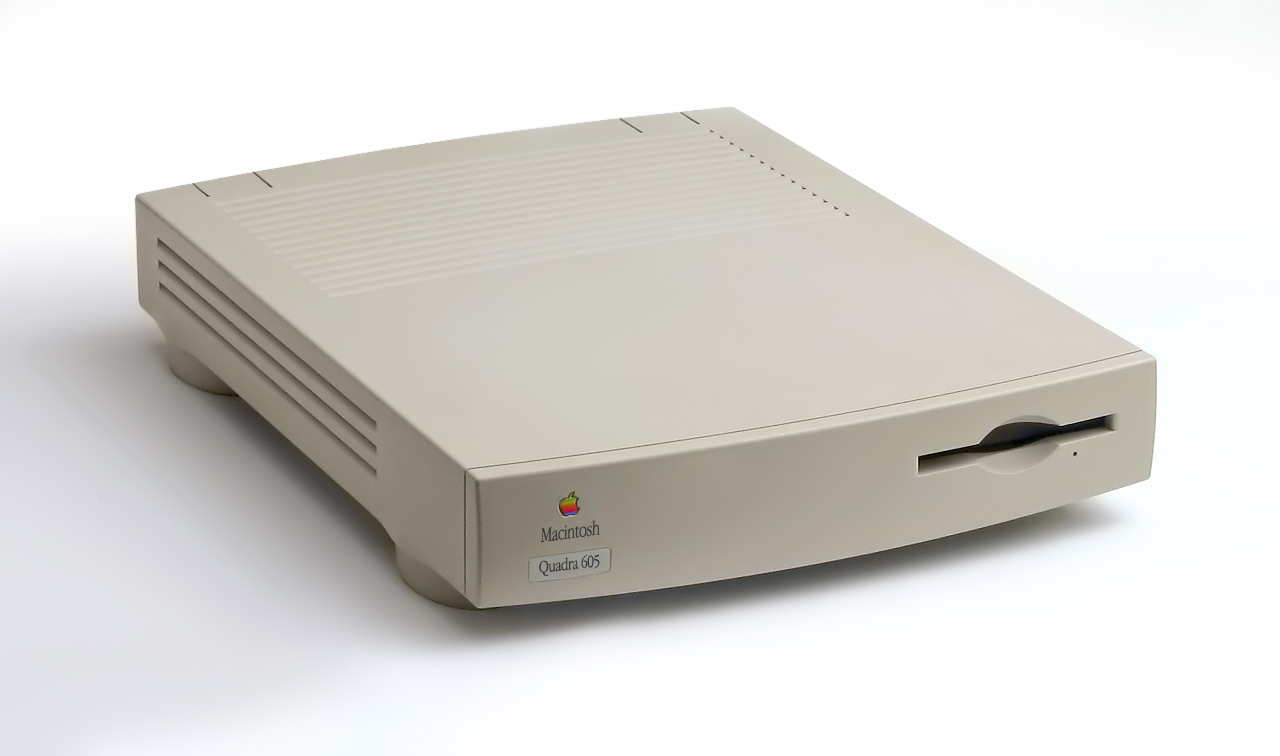
Quadra 605

Macintosh Quadra är en serie stationära persondatorer av Macintoshtyp tillverkade av Apple under början till mitten av 1990-talet.
Dessa kan man säga var de mera påkostade och snabba versionerna av Macintosh LC som tillverkades samtidigt. Alla varianterna har en Motorola 68040-processor.
Den största skillnaderna låg annars i att Quadran hade ett större chassi som gjorde att man kunde bygga ut den med fler enheter som extra hårddiskar, fler diskettenheter eller CD-ROM-spelare, det fanns även plats för fler expansionskort, bland annat extra videokort, nätverkskort, TV-kort eller modem. Chassit fanns både tillgängligt som tower och desktop.
Det fanns även en Low End Quadra, eller Quadra 605 som mera liknade LC-serien.
Under 1994 fick Quadra ge plats åt Power Macintosh med PowerPC-processorn.